# 1843 en Grèce
Chronologie de la Grèce
- 1839
- 1840
- 1841
- 1842
- 1843
- 1844
- 1845
- 1846
- 1847

Cette page concerne les évènements survenus en 1843 en Grèce  :

## Événement
- 3 septembre : Coup d'État
- 16 septembre : Élections législatives
- 16 décembre : Assemblée constituante grecque

## Création
- Ancien palais royal d'Athènes (fin de la construction)
- La place du Palais à Athènes, devient la place Sýntagma (en français : Place de la Constitution).

## Naissance
- Geórgios Chatzidákis (el), linguiste et professeur d'université.
- Mínos Kalokerinós, archéologue.
- Dimítrios Paparrigópoulos (el), poète et écrivain.
- Ioánnis Vitsáris (el), sculpteur.
- Geórgios Vroútos (el), sculpteur.

## Décès
- Theodóritos de Vrésthena, évêque et personnalité politique.
- Theódoros Kolokotrónis, général et personnalité politique.
- Giannakós Tzelépis (el), aubergiste, l'un des premiers colons de l'actuel Pirée.
- Heinrich Ulrichs (de), philologue allemand.
- Spyrídon Valétas (el), personnalité politique.